# 운율

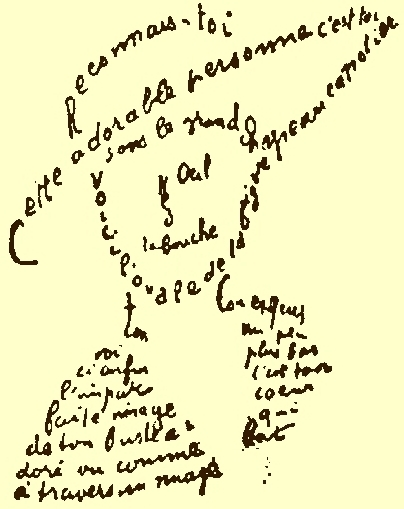

운율은 산문에 대비해 운문이 가지는 특징으로, 리듬감·두운·각운 등의 요소를 말한다. 수많은 전통시의 형태에는 특정한 운율 또는 특정한 순서에 따라 변화하는 박자들이 존재한다. 운율학(prosody)은 이러한 운율에 대한 연구 및 활용 학문이다.

## 같이 보기
- 박자